# Alexander Cassatt
Alexander Johnston Cassatt (8 de dezembro de 1939 – 28 de dezembro de 1906) foi um engenheiro que serviu como o sétimo presidente da Pennsylvania Railroad (PRR), no período entre 9 de junho de 1899 e 28 de dezembro de 1906. Ele era o irmão da famosa pintora impressionista Mary Cassatt.
Cassatt foi educado no Instituto Politécnico Rensselaer e entrou na PRR em 1861. Em uma ascensão rápida, se tornou vice-presidente da companhia em 1877 e primeiro vice-presidente em 1880. Após não ser escolhido como presidente, Cassatt, decepcionado, renunciou em 1882.
Apesar de não ser mais um executivo da companhia, foi eleito como parte do conselho de diretores. Foi chamado para ser presidente de PRR em 1899 e durante sua presidência os ativos da ferrovia mais que dobraram, com expansões e atualizações da rede.
Foi durante seu mandato como presidente em que o projeto de extensão dos túneis de Nova Iorque foi planejado, com a construção dos túneis dos rios Hudson e East começando em 1904. Como parte do projeto, uma nova estação ferroviária, a Pennsylvania Station, foi idealizada, desafiando assim o monopólio da New York Central Railroad acerca ao acesso a Manhattan. Cassatt entretanto, não viveu para ver sua visão realizada, morreu de problemas cardíacos em 1906.